# Kija (Aborigines)
Kidja, auch Gidja, Gija und Lungga genannt, sind ein Stamm der Aborigines, die im Gebiet East Kimberley in Western Australia, etwa 200 Kilometer südlich von der Siedlung Kununurra, leben.

## Sprache
Gija gehört nicht zur Pama-Nyunga-Sprachfamilie, die die meisten Aboriginessprachen abdeckt, sondern ist Teil der kleinen Djeragan-Sprachgruppe. Die Sprache wird noch von 100 bis 200 Menschen gesprochen.

## Land
Das traditionelle Territorium der Kija bestand aus geschätzten 32.000 km², durch das der Salmond River, Chamberlain River und Wilson River fließen. Die westliche Grenze verlief bis zu den Ausläufern der Bluff Face Range. Die Kija lebten und jagten auch am oberen Margaret River oberhalb der Ramsay Range-Schlucht. Ihre östlichsten Gebiete reichten bis nach Halls Creek und Alice Downs Station. Mit den Kija verbundene Standorte sind Macphee Creek, nördlich des Sugarloaf Hill, die Durack Range, die Lissadell and Turkey Creek Station, der Fig Tree Pool und das Quellgebiet des Stony River.

## Geschichte
Im späten 19. Jahrhundert wurden Pastoralisten von Kija-Leuten heftig bekämpft, deren Nachkommen heute meist in der Nähe von Orten wie Halls Creek und Warmun (auch bekannt als Turkey Creek) leben.
Das Bedford-Downs-Massaker im Jahr 1924 war das letzte bekannte Massaker an den Kija. Nach Erzählung der Kija führten Paddy Quilty und andere viele Stammesangehörige von der Bedford Station fort und setzten ihnen mit Strychnin versetztes Essen vor. Um die Spuren der Tat zu beseitigen, wurden die Leichen auf einem Scheiterhaufen verbrannt.

## Heutige Zeit
1979 entdeckten Minenerkundungsteams am Smoke Creek und am Barramundi Gap rosa und rötliche Diamanten, die zu dieser Zeit recht selten waren. Die Orte waren für die Traumzeit von Kija-Frauen von großer Bedeutung. Trotzdem wurde die Argyle-Diamantenmine, eine der großen Diamantminen Australiens, angelegt. Die Anstellung der lokalen Bevölkerung in der Mine blieb mit 10 % im Jahr 2003 niedrig. Daraufhin änderte die Mine ihre Haltung, und nun wird ein Viertel der Belegschaft aus den einheimischen Ureinwohnern rekrutiert.

## Qantas

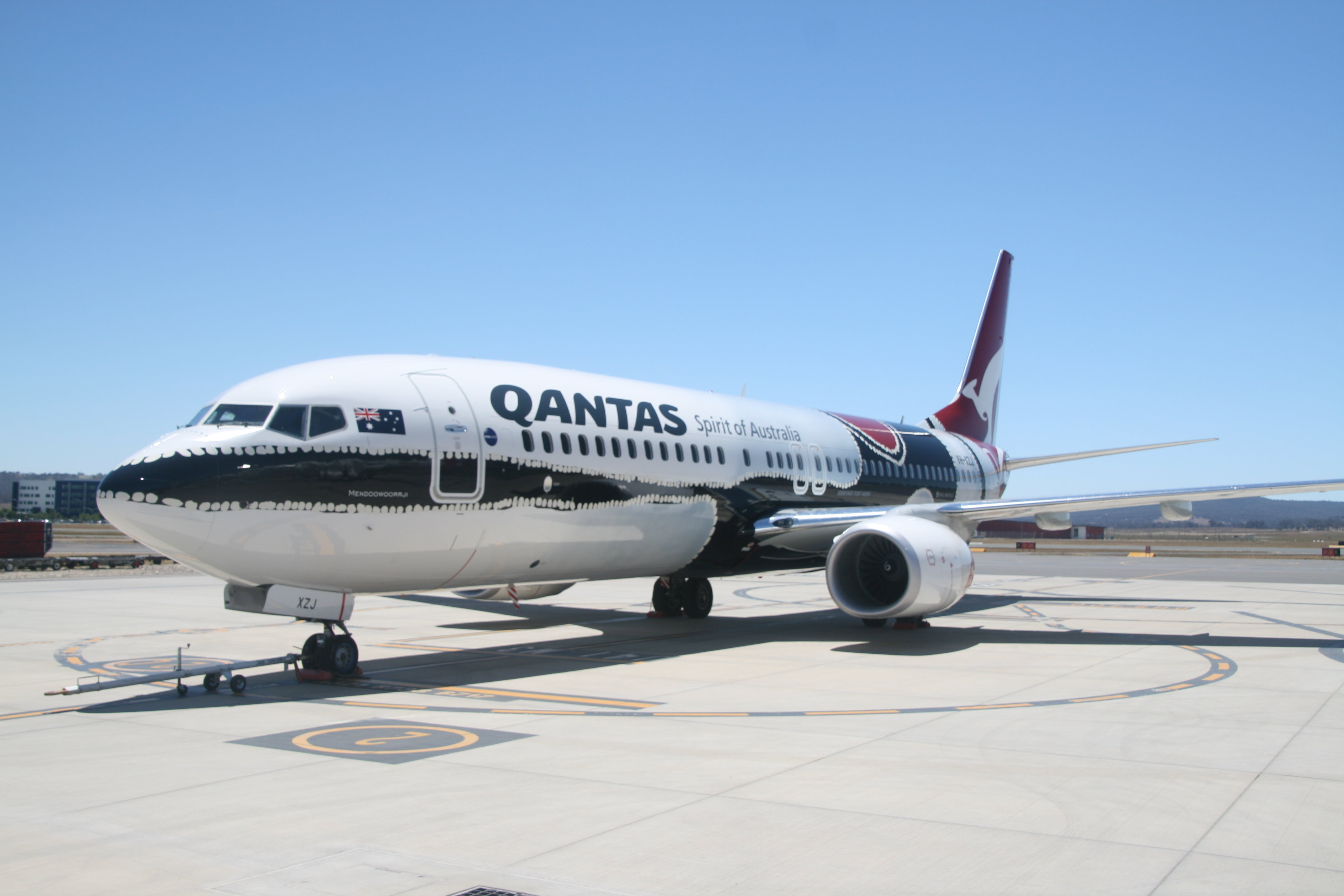
Die Boeing 737 mit dem Aborigines-Kunstwerk

Die australische Fluggesellschaft Qantas ließ sich vom Kunstwerk „Medicine Pocket“ des Aborigineskünstlers Paddy Bedfords inspirieren und lackierte eine Boeing 737 ihrer Flotte mit dem sogenannten „Mendoowoorrji“ von Bedford.

## Kultur
Die Kija pflegen ihre Kultur, sammeln ihre eigenen indigenen Kunstwerke und geben ihren Nachkommen Kunstunterricht.

## Bekannte Personen
- Paddy Bedford (1922–2007), Maler
- Josie Farrer, australische Parlamentarierin. Mitglied des Parlaments von Western Australia seit 2013, Vertreter des Sitzes von Kimberley.
- Stacy Mader, die erste australische Ureinwohnerin, die in Astronomie promoviert hat.
- Lena Nyadbi, Kija-Künstlerin, deren Werke im Barramundi-Maßstab in Paris ausgestellt wurden, die sich auf dem Dach des Musée du quai Branly befinden und nur vom Eiffelturm aus sichtbar sind. Die Arbeit wurde vom Museum in Auftrag gegeben. Nyadbis Design repräsentiert die Traumgeschichte des Schöfungswesens Barramundi, der sich der Gefangennahme entzieht und seine Schuppen über die Landschaft wirft. Die Schuppen stellen Metaphern für die rosa Argyle-Diamanten dar, die jetzt von der Rio Tinto Group, einem britisch-australischen Bergbaukonzern, auf Gija-Land abgebaut werden. Mit der Positionierung auf dem Dach wollte Nyadbi, dass der Barramundi bereit ist in die Seine zurückzukehren.